# 津田武永
津田 武永（つだ たけなが）は、室町時代後期から戦国時代にかけての武将。名は武衛（ぶえい）とも。通称は与十郎。官位は遠江守。尾張国川村北城主。

## 略歴
尾張国岩倉城の守護代「織田伊勢守家」の一族で木ノ下城主の織田広近の子として誕生。織田寛近（おだ とおちか/ひろちか）を名乗る。
 文明年間に津田武永と名乗ったと推定される。文明7年（1475年）、父・広近の隠居により、尾張小口城でその家督を継ぎ、小口城主となる。後に尾張川村北城を築き居城とするが、男児がおらず、川村北城を娘婿の岡田伊勢守時常に譲った。長享元年（1487年）からの六角高頼征伐（長享・延徳の乱）に斯波義寛に従い、出兵した。明応4年（1495年）、船田合戦では兄・寛広、叔父の織田紀伊守広遠らと共に石丸利光を攻めるため、美濃に出兵するが、「織田大和守家」の織田敏定の布陣中の死を知り尾張に引き返し、「織田大和守家」の進軍を妨害していた弟・広忠に加勢し寛定を討ち取った。
天文13年（1544年）8月、清洲三奉行の一人弾正忠家当主の織田信秀の要請で援軍を送る。
天文16年（1547年）7月頃に出家。法名は宗伝。